# Хуго Доубек
Доубек, Хуго, капелник Српског народног позоришта, хоровођа и композитор (Стренице, Чешка, 3. мај 1852 - Мостар, 20. фебруар 1897). Студије музике завршио у Прагу 1874. године. У гимназији у Шапцу предаје од 1885. до 1887. године. Постаје хоровођа певачког друштва Српске читаонице у Новом Саду 1888. или 1889. Добровољно ради у Српском народном позоришту увежбавајући певаче и хор. Капелник Српског народног позоришта постаје 1891. године, када добија дужности диригента и започиње са писањем музике за драмске комаде. Забележено је да "откако је Хуго Доубек хоровођа, од то доба позоришна дружина лепо напредује у певању. Сви комади с певањем приказују се у нас да већ не може лепше бити." У Новом Саду остаје до априла 1896, када одлази у Мостар за хоровођу певачког друштва Гусле. Умире наредне године. Компоновао је дела за клавир, хор, оркестар и музику за позоришне комаде. За време композиторовог живота највећу популарност стекле су његове композиције за хор Ђурђев-дан и Видовданска химна. Ова дела су се често налазила на репертоару тадашњих певачких друштава. Од позоришних комада за које је писао музику истакле су се драме Јабука Веље Миљковића и Задужбина Цара Лазара Милорида Шапчанина. Заступљеност народног мелоса у Доубековим композицијама допринела је њиховој популарности у народу. У штампи тог периода писало је да је он један од ретких страних композитора који је успео да свој музички стил прилагоди природи српске музике. 

## Дела
- Музика за драмске комаде: Јабука, Задужбина Цара Лазара, Крајишкиња, Поп Доброслав, Немања.
- За хор: Балканска царица, Србине!, Појмо песме и друго.
- За хор и оркестар: Нек међ нама љубав влада.
- За клавир: Девојка на студенцу, Онам' онамо за брда она, Сунце јарко не сијаш једнако, Што се боре мисли моје.
- За глас и клавир: Свет ће читати песме моје, Милетићу, Тихи позив, Лаку ноћ.